# Erhu
El erhu (en chino, 二胡; pinyin, èrhú), también llamado nanhu (南胡, "violín sureño"), y ocasionalmente denominado en occidente como «violín chino» o «violín chino de dos cuerdas» es un instrumento de cuerda frotada con dos cuerdas y que se toca con arco. Es el instrumento más popular en la familia huqin de instrumentos de cuerda frotada, al que pertenecen el  zhonghu, gaohu, banhu, jinghu, sihu, entre muchos otros instrumentos más.

## Historia
La historia del erhu puede trazarse hasta los instrumentos introducidos a China hace más de mil años y se cree que evolucionó del xiqin (奚琴), descrito como un laúd de dos cuerdas extranjero en el Yue Shu (樂書, yuèshū, literalmente: libro de música), obra enciclopédica sobre música escrita por el teorista musical Chen Yang en la dinastía Song. Se cree que el xiqin procede de los Xí (習) en Asia central y que llegó a China en el siglo X. 

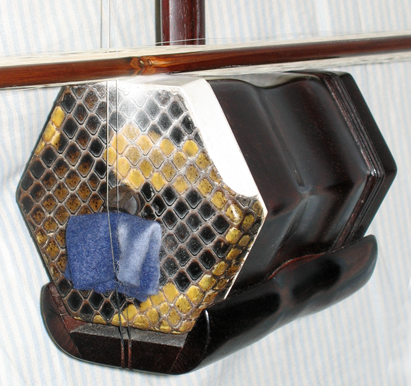
Erhu con liu jiao qin tong (cuerpo de seis lados).

El primer carácter del nombre del instrumento (二, èr, dos) se cree que proviene del hecho que tiene dos cuerdas o del hecho que es el segundo huqin más alto en altura después del gaohu en la orquesta china. El segundo carácter (胡, hú) indica que es miembro de la familia huqin, nombre que literalmente significa «instrumento bárbaro» y que el instrumento probablemente tiene su origen en las regiones norte u occidentales de China, habitadas por población no perteneciente a la etnia han.

### Erhuhistóricos e instrumentos de arco y cuerda
Las cítaras Chinas, incluyendo el xiqin, yazheng y el  yaqin, así como el ajaeng coreano, se tocaban originalmente con una vara con colofonia, la cual creaba la fricción necesaria con la cuerda. Tan pronto como se inventó el arco de pelo de caballo, se extendió rápidamente su uso. Los pobladores de Asia central se encontraban a lo largo de la ruta de la seda por la cual bienes e innovaciones se extendieron rápidamente por toda Eurasia.

## Construcción

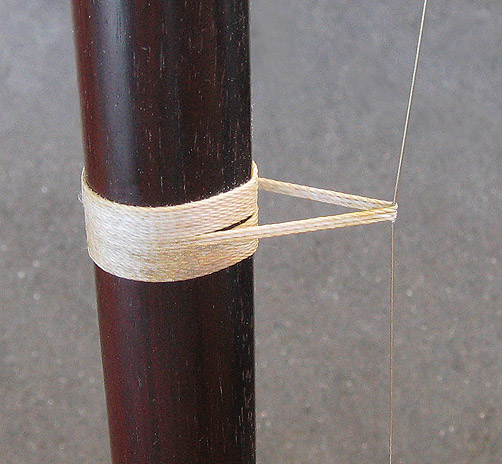
El qian jin, nudo localizado en el cuello del instrumento.

El erhu consiste de un cuello formado por una vara larga vertical en cuyo extremo se localizan dos clavijas para afinar y en la parte inferior una pequeña caja de resonancia cubierta con piel de pitón en el lado frontal. Se fijan dos cuerdas desde las clavijas hasta la base y un pequeño nudo de cuerda (qian jin) se coloca alrededor del cuello y las cuerdas funcionando como nudo que jala las cuerdas hacia la piel, manteniendo un pequeño puente de madera en su lugar.
En su realización se usan maderas pesadas, de acuerdo a referencias chinas estas materias pueden incluir zi tan (紫檀 sándalo y otras maderas del género Pterocarpus como el padauk), lao hong mu (老红木 madera roja añejada), wu mu (乌木 madera negra), y hong mu (红木 madera roja). Erhu particularmente finos son realizados de piezas de muebles viejos. Un erhu típico mide alrededor de 81 cm a lo largo, siendo también esa la medida del arco.

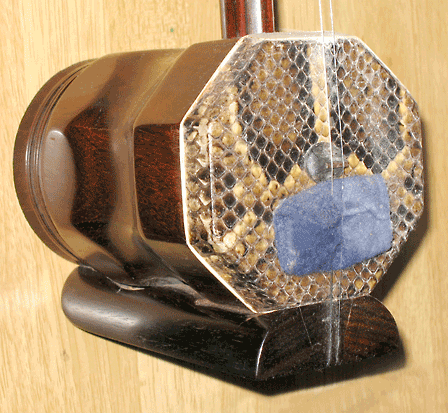
Erhu with ba jiao qin tong (8 sided body).

Los nombres de las partes del erhu son:
- Qín tong (琴筒), caja de resonancia, puede ser hexagonal (liu jiao, southern), octagonal (ba jiao, northern), o infrecuentemente, redonda.
- Qín pí/She pí (琴皮/蛇皮), piel, hecha de pitón , la cual le da al erhu su sonido característico.
- Qín gan (琴杆), cuello
- Qín tou (琴头), cabeza del cuello, usualmente una curva simple con una pieza de hueso o plástico en el extremo, pero ocasionalmente tallado con una cabeza de dragón chino.
- Qín zhou (琴轴), clavijas de afinación, usualmente de madera aunque pueden ser mecánicas.
- Qiān jin (千斤), nudo, hecho de cuerda.
- Nèi xián (内弦), cuerda interior, usualmente afinada en Re4, la más cercana al intérprete.
- Wai xián (外弦), cuerda exterior, usualmente afinada en La4.
- Qín ma (琴码), puente, hecho de madera.
- Gong (弓), arco, con tornillo para variar la presión.
- Gong gan (弓杆), vara del arco, usualmente de bambú.
- Gong máo (弓毛), cuerdas del arco, usualmente de caballo.
- Qín diàn (琴垫), almohadilla, pieza de esponja, fieltro o tela colocada entre las cuerdas y la piel, bajo el puente, para mejorar el sonido.
- Qín tuō (琴托), base, pieza de metal fija a la parte inferior del qín tong para proporcionar una superficie suave para descansar el erhu sobre la pierna.

La mayoría de los erhu se elaboran en masa en fábricas. Los tres principales centros de elaboración de erhu son Pekín, Shanghái, y Suzhou. En el período colectivista que prosiguió al establecimiento de la República Popular China, estas fábricas se formaron fusionando lo que antes eran talleres privados. Aunque muchos erhu se realizaban en líneas de producción, los de mayor calidad se elaboraban manualmente por artesanos especialistas.
El erhu tiene ciertas características inusuales. La primera es que su sonido característico se produce por la vibración de piel de pitón. Segundo, no hay diapasón pues el intérprete presiona las cuerdas sin que éstas toquen el cuello. Tercero, el arco está sujeto al instrumento: las cuerdas del arco pasan entre las dos cuerdas del instrumento (a diferencia de los instrumentos occidentales donde el arco se coloca sobre las cuerdas). Por último, aunque hay dos cuerdas, éstas se encuentran muy cercanas y la mano las interpreta como si fueran una cuerda.
La cuerda interior (cercana al intérprete) se afina en Re mientras que la cuerda exterior se afina una quinta arriba, en La. La tesitura del instrumento alcanza tres octavas y media aunque el rango usual de interpretación es de dos octavas y media.
Durante el siglo XX se hicieron intentos de estandarizar y mejorar el erhu con el objetivo de producir un instrumento de sonido mejor y más potente. Uno de los cambios principales fue el uso de cuerdas de acero en vez de seda y para 1958 los intérpretes profesionales ya usaban ambas cuerdas de acero de forma común.

### Uso de piel de pitón
En 1988, China aprobó su ley de protección a especies en peligro de extinción, ratificando la convención CITES de la ONU, haciendo ilegal el uso y comercio sin permiso de pitones. Para regular el uso de la piel de pitón, se introdujo un esquema de certificación para vendedores en el sureste de Asia y fabricantes de instrumentos en China. Desde el 1 de enero de 2005, las nuevas leyes requieren que los erhu tengan un certificado indicando que no fue construido usando piel de pitones salvajes sino de pitones criados en granjas. Los viajeros pueden sacar hasta dos erhu del país pero para propósitos comerciales se necesitan certificados de exportación.

### Video
- Signature erhu piece "Sanmen Gorge Capriccio" by Yang Ying
- Yang Ying performing "Horse Race" on Chicago PBS television
- Erhu video by Wang Guowei Archivado el 18 de diciembre de 2014 en Wayback Machine.
- Erhu videos by Wang Guowei
- Karen Han performing "Csardas" by Monti
- Jiebing Chen beginning erhu instruction video
- Performance of "Erquan Yingyue" (with yangqin accompaniment)
- Erhu Videos by George Gao
- Rongchun Zhao video "10,000 Galloping Horses" (link at bottom of page)